# 名店城
名店城（英語：The Palace Mall）是香港一座已拆卸大型地下商場，位於九龍尖沙咀梳士巴利道12號，由新世界發展發展，於1997年落成，樓高兩層，面積141,439平方英尺，並且包括一個室外大型花園──梳士巴利花園。名店城入口採用波浪形的玻璃天幕，也是香港第一個建設於地下的大型商場；設有250私家車位停車場，連接相鄰的新世界中心停車場。2012年7月31日，新世界發展宣佈崇光百貨尖沙咀分店於2014年2月12日結業後，就永久關閉名店城範圍及將其拆卸。

## 發展變遷

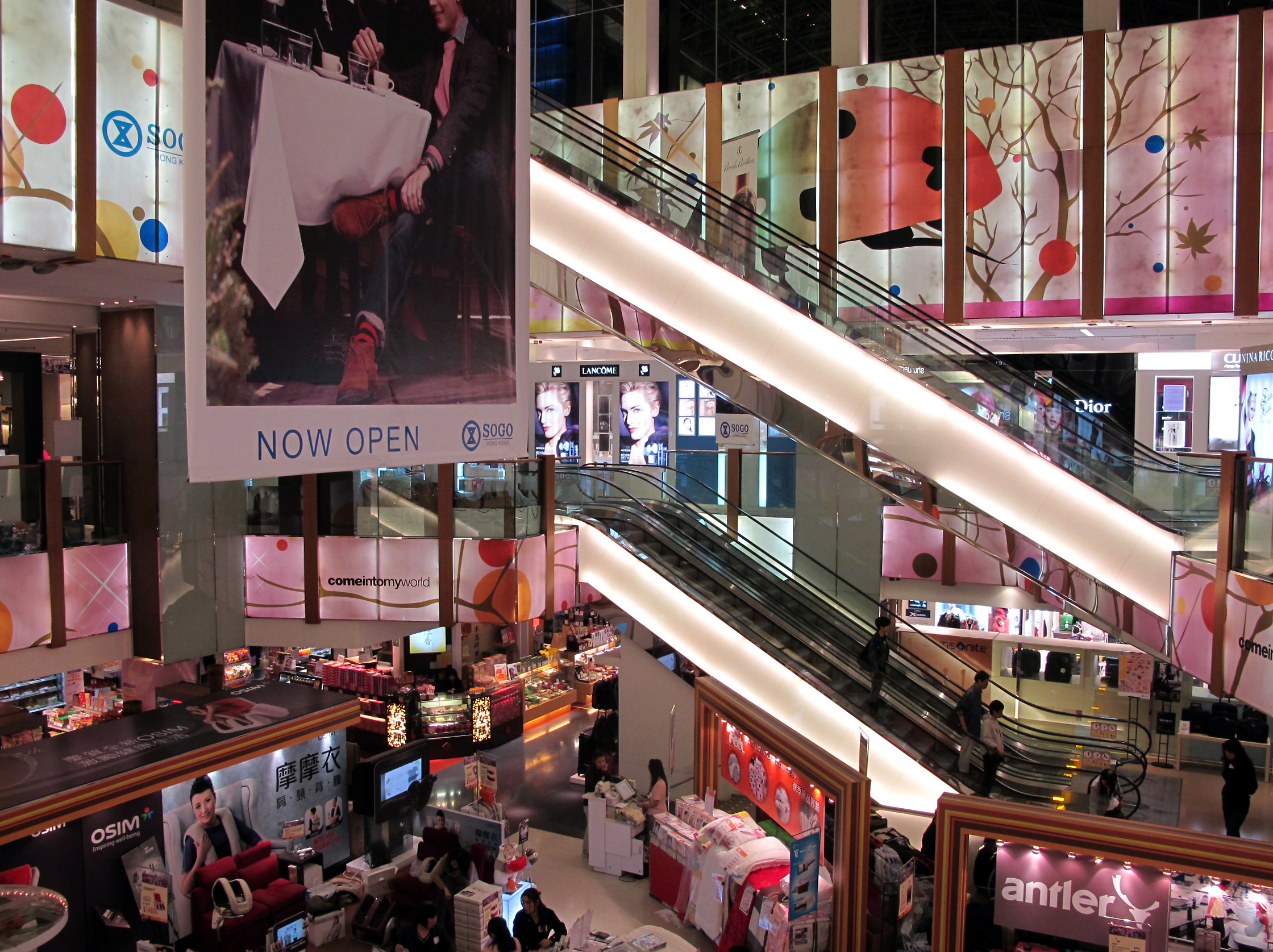
尖沙咀崇光百貨中庭（2010年）

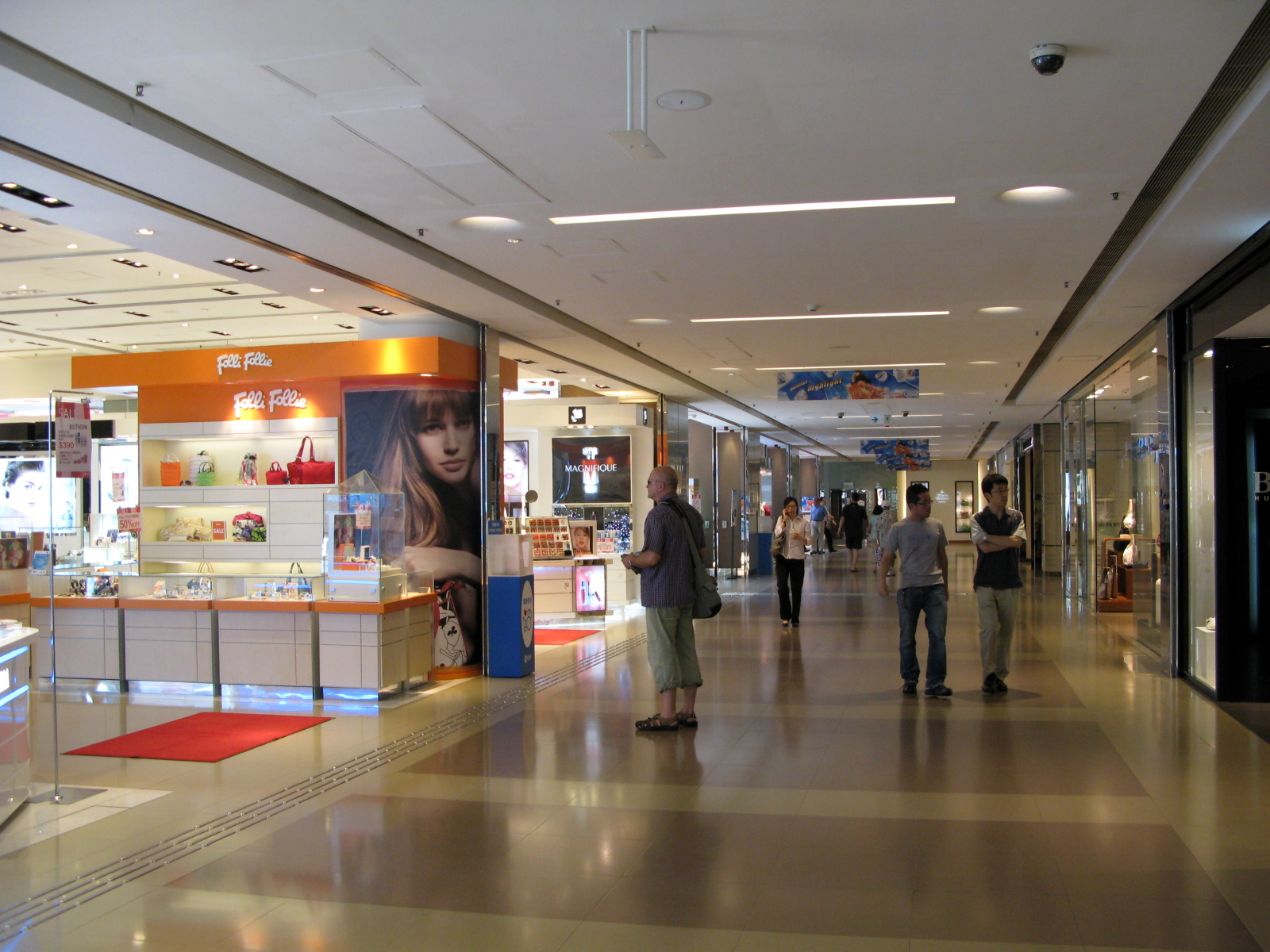
尖沙咀崇光百貨通道（2009年）

### 名店城落成
名店城開幕初期，新世界發展邀請了不少香港明星在尖沙咀站的燈箱廣告大肆宣傳。不過由於地理位置欠佳，為日後商戶難以維持經營埋下伏線。縱使此商場位於繁忙的尖沙咀梳士巴利道與彌敦道交界，並且鄰近香港太空館，然而由於沒有地下隧道連接至地下商場，遊人只能夠透過地面上的扶手電梯前往商場。加上附近設有另外一座大型商場──海港城，同樣設有多間名店，因而引致名店城的人流一直處於偏低水平。除了名店，亦有不少售賣高檔玩具的專門店曾經進駐，包括Wise Kids，此外，全香港規模最大的ESPRIT專門店曾經進駐。

### 衰落
1997年10月亞洲金融風暴爆發，香港經濟從高峰跌至谷底，引致香港人的消費能力下降，不少百貨公司均面臨倒閉。同樣地，名店城大量店舖在1998年年初陸續結業，整座商場十室九空，冷清非常。由於租務欠佳，商場低層亦封閉了，新世界主動減租三成，讓租戶得以生存。為了增加商場人流，新世界發展與香港政府合作，興建地下道將名店城連接至彌敦道，並且將梳士巴利道與彌敦道交界的地面行人過路設施拆卸。1999年，發展商在損失租金的情況下亦忍痛逐步遷出所有商戶，再將商場重新包裝，並改變行業分布，務求令商場重拾昔日光彩，包括將數間店舖臨時改建為兒童遊樂場。
縱使人流上升，惟經濟尚未復甦，多個商場租戶亦拖欠租金。新世界於1999年5月入稟法院，分別向4個尖沙嘴名店城租戶追收拖欠款項達857萬多元的租金。其中P112號舖的租戶拖欠款項達490萬多元。
台灣誠品書店於1999年曾有意於場內開設書城，唯新世界中心總經理袁靖罡表示尚未落實，只雙方現已達致交換文件的階段，倘若計劃落實，書城將會在2000年初開設。但最終未能成事。

### 更名為亞瑪遜
面對零售市道疲弱，新世界發展在2001年將名店城重新命名為「The Amazon 亞瑪遜」，為商場更改主題，增添綠化色彩，並且於商場內不同位置飼養了不同類型的熱帶動物。2002年4月，日本Teddy Bear與新世界發展承租約7萬平方呎樓面，簽訂了10年期租約，建立該公司在全球首個Teddy Bear 的室內主題公園。同年8月，位於低層的小熊國開幕，吸引了部份租戶開設跳蚤市場；此外，同樣位於低層的日式放題自助餐廳「萬福日式海鮮自助餐」亦開幕，引致人流開始回升。不過由於附近的尖東站興建工程，租務與人流仍然不甚理想。2003年SARS事件發生，香港經濟再次蕭條。上述的自助餐廳結業，小熊國則改為免費開放。

### 租予崇光百貨
2003年6月，香港被解除旅遊警告，新世界發展原來計劃將亞瑪遜改建為「婚紗城」，惟最終無落實；最終於2005年初將亞瑪遜租予崇光百貨，約11萬方呎樓面，全數租戶，包括小熊國於2005年3月遷出，讓崇光開設位於九龍的首間店舖。尖東站落成後，有地下隧道連接崇光百貨，其後進行了巨大的翻新工程，包括將外牆復原為商場於1997年開幕時期的樣貌，並且全面翻新天花板、地台、外牆、洗手間和喉管設備等等。同年9月30日，崇光百貨尖沙咀分店正式開幕。

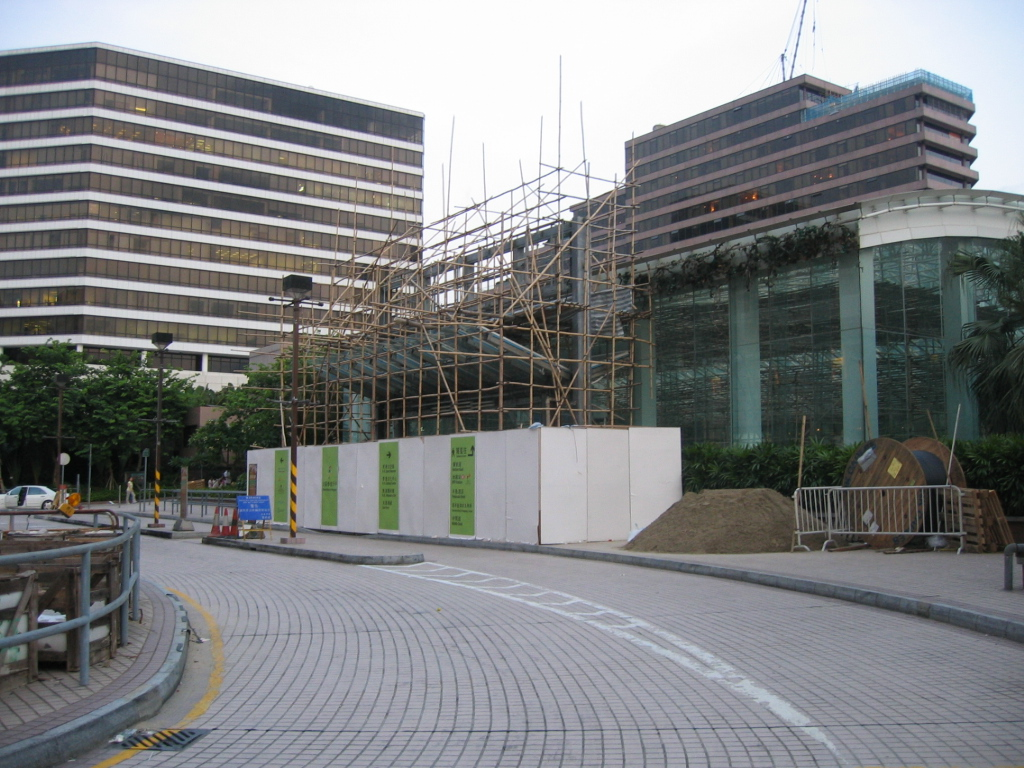
商場外牆進行復原工程（2005年8月）
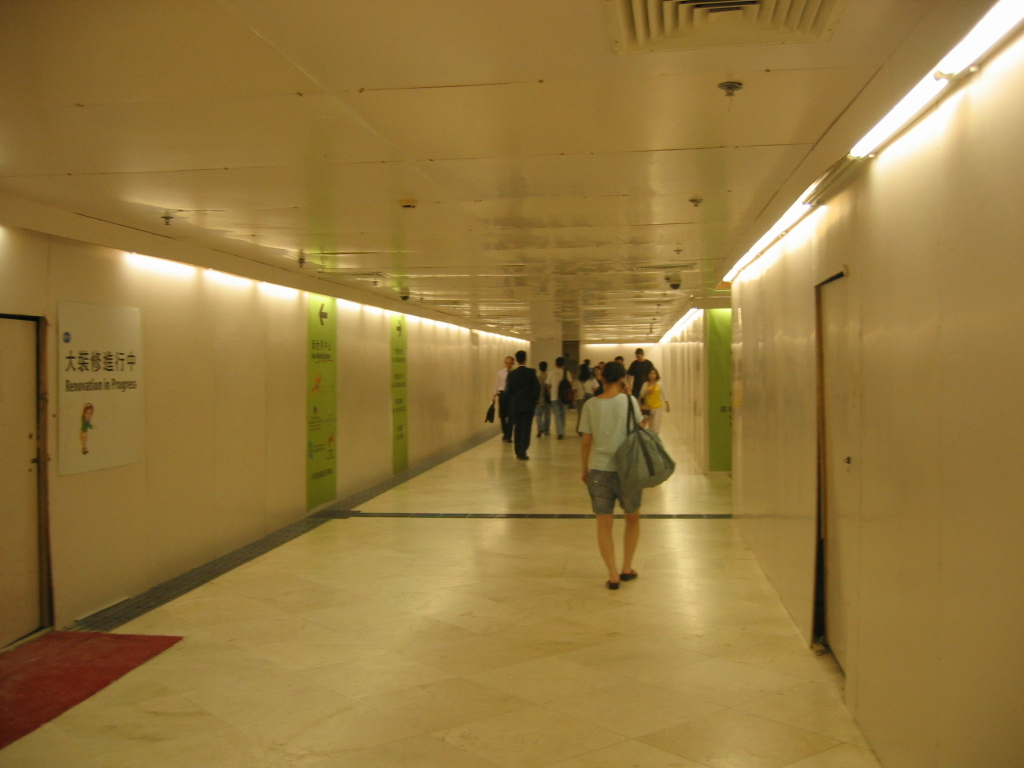
商場通道正進行翻新（2005年8月）
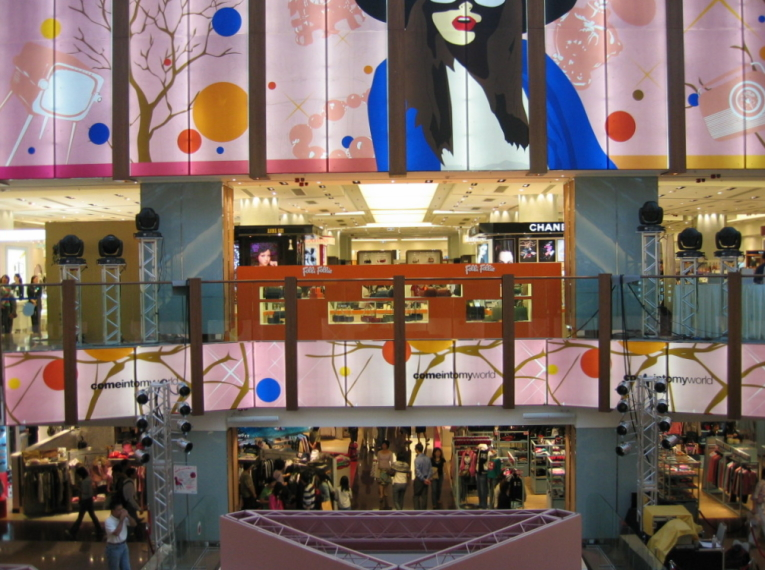
尖沙咀崇光百貨中庭（2005年）
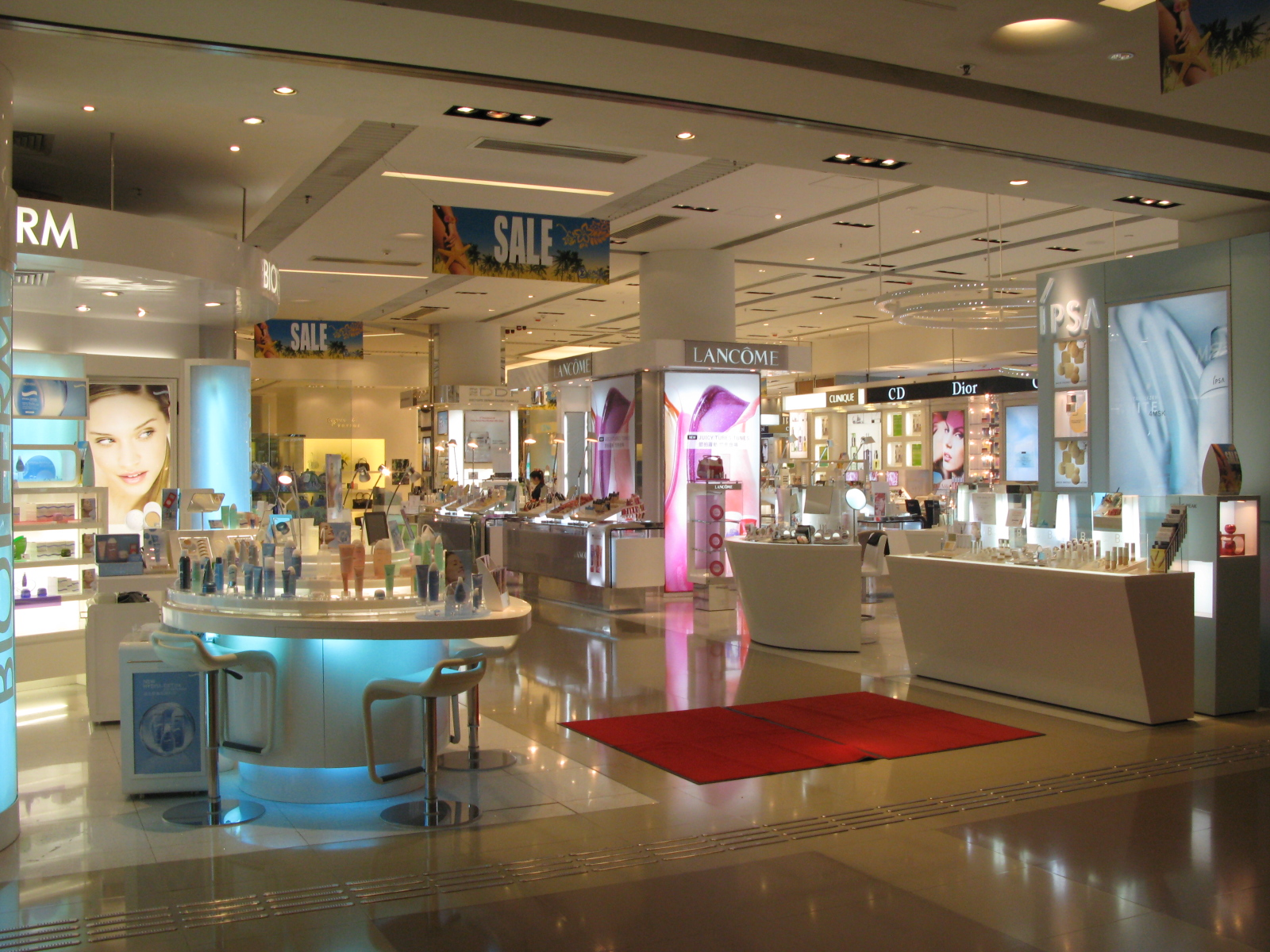
尖沙咀崇光百貨化妝品部（2007年）

### 拆卸重建
2012年7月31日，利福國際宣佈新世界發展向利福國際提早解除合約，故此於2014年2月12日結束崇光百貨尖沙咀分店，而新世界發展亦宣佈在崇光百貨尖沙咀分店撤出後，將會關閉商場範圍及將其拆卸。
2019年5月，市場消息指LEGOLAND Discovery Centre已預租地庫B2層2萬呎樓面。

## 附近設施
- 梳士巴利花園
- 香港星光大道
- 香港洲際酒店
- 香港藝術館
- 香港太空館
- 香港文化中心
- 海港城